# San Luis Potosí (kommun)
San Luis Potosí är en kommun i Mexiko.   Den ligger i delstaten San Luis Potosí, i den centrala delen av landet, 400 km nordväst om huvudstaden Mexico City.
Följande samhällen finns i San Luis Potosí:
- San Luis Potosí
- La Pila
- Escalerillas
- Fracción Milpillas
- Ciudad Satélite
- Colonia Insurgentes
- Bosques la Florida
- Tanque el Jagüey
- Panalillo
- Fracción la Angostura Norte
- La Manta
- Loma Prieta
- El Santuario
- San José de Buenavista
- Colonia los Salazares
- Las Jarrillas
- Colonia de Comité Movimiento Amplio Popular
- Mezquital
- San Juanico el Grande
- El Charquillo
- Maravillas
- Angostura
- Joyas del Aguaje
- Colonia la Unión
- Los Vargas
- Cerro de la Virgen
- Yerbabuena
- Unidad Benito Juárez
- Zamorilla
- El Hacha
- Tanque Uresti
- Macarenos
- San Rafael Número Dos
- El Ancón
- Charco Blanco
- La Cantera
- El Peñón
- Los García
- Palmar de las Flores
- La Caldera
- El Blanco